# Боровно (Волынская область)
Бо́ровно (укр. Боровне) — село в Камень-Каширской городской общине Камень-Каширского района Волынской области Украины.
Население по переписи 2001 года составляет 786 человек. Почтовый индекс — 44562. Телефонный код — 3357. Занимает площадь 2,233 км².